# Štrmac
Štrmac is een plaats in de gemeente Sveta Nedelja in de Kroatische provincie Istrië. De plaats telt 454 inwoners (2001).